# Melchior Ndadaye
Melchior Ndadaye (28 de març de 1953 - 21 d'octubre de 1993) va ser el primer president hutu de Burundi elegit democràticament després de guanyar les històriques eleccions de 1993.
Tot i que es va moure per intentar suavitzar l'amarga divisió racial de país, les seves reformes van sembrar la zitzània entre els soldats de l'exèrcit dominat pels tutsis, i va ser assassinat enmig d'un fallit cop militar a l'octubre de 1993, després de sol tres mesos en el càrrec. El seu assassinat va provocar una sèrie de brutals massacres de ull per ull entre els grups ètnics tutsi i hutu i, en última instància, va provocar la Guerra Civil de Burundi que va durar una dècada.
L'agost de 1979, va participar en la fundació de el Partit dels Treballadors de Burundi (UBU), de què va abandonar el 1983, a causa de diferències d'opinió sobre les estratègies a adoptar per enfortir el moviment democràtic a Burundi.
A nivell internacional, Ndadaye va assistir a la signatura dels Acords d'Arusha, un acord de pau dissenyat per posar fi a la Guerra Civil de Ruanda, el 4 d'agost. La seva relació amb el president ruandès Juvénal Habyarimana va ser tènue. Al setembre va anar a la seu de les Nacions Unides i es va dirigir a l'Assemblea General. El 18 d'octubre va assistir a una cimera de països francòfons a Maurici.